# Andrea Bianchi (pittore)
Andrea Bianchi detto il Vespino o il Copista (fl. XVI-XVII secolo) è stato un pittore italiano.

## Biografia
Noto soprattutto per la copia dell'Ultima Cena di Leonardo da Vinci, eseguita nel 1612 per incarico del cardinale Federico Borromeo, ora conservata alla Pinacoteca Ambrosiana di Milano.